# Silvano Serrano Guerrero
Silvano Serrano Guerrero (Villa Caro, 1974) es un político colombiano. Se desempeñó como Gobernador del Departamento de Norte de Santander entre 2020-2023

## Biografía
Nació en el municipio de Villa Caro, al centro del departamento de Norte de Santander. Administrador Público de profesión, también posee una Maestría en Gobierno y Políticas Públicas y una especialización en Alta Gerencia.
Comenzó su carrera política como líder comunal en el barrio Juan Atalaya, de Cúcuta, para posteriormente entrar a hacer política con el entonces diputado a la Asamblea Departamental de Norte de Santander, y quien posteriormente sería Senador, Iván Clavijo; allí conoció a William Villamizar, quien ya había sido varias veces concejal de Cúcuta. Gracias su relación con Clavijo, Serrano fue nombrado subdirector de la Escuela Superior de Administración Pública, para posteriormente llegar a dirigir el Centro Tecnológico de Cúcuta, durante la administración de Ramiro Suárez Corzo como "cuota política" de Villamizar.
A partir de esto, se unió al grupo político de Villamizar, y lo apoyó en su primera candidatura a la Gobernación de Norte de Santander en 2007, lo cual le valió ser nombrado Secretario General del Departamento cuando este se convirtió en Gobernador. Siguió en el cargo hasta el final del mandato de Villamizar, y estuvo otro año bajo el mandato de Edgar Díaz, quien había llegado a la Gobernación con el apoyo de Villamizar.
En las elecciones regionales de Colombia de 2015 fue el jefe de campaña de Villamizar en su segunda candidatura a la gobernación, y en 2016, una vez ya electo Villamizar, fue designado como contralor departamental por la Asamblea. Conservó el cargo hasta diciembre de 2017, cuando renunció para buscar el aval para suceder a Villamizar. En las elecciones presidenciales de Colombia de 2018 fue el gerente de la campaña en Norte de Santander del exvicepresidente Germán Vargas Lleras. Aunque los pésimos resultados de la campaña de Lleras pusieron en peligro su candidatura a la gobernación, al final obtuvo el apoyo de todos los sectores políticos del departamento.
Así, para las elecciones regionales de Colombia de 2019 fue candidato a la Gobernación de Norte de Santander por una coalición conformada por el Partido Conservador, el Partido Liberal, el Partido Cambio Radical y el Partido Social de Unidad Nacional.  El 27 de octubre de 2019, con más de 327.000 votos, equivalentes al 50,85% del total, resultó electo para suceder a Villamizar.